# Leopoldo Franca
Leopoldo Penna Franca, também conhecido como Leo Franca (Rio de Janeiro, 4 de julho de 1959 — Rio de Janeiro, 19 de setembro de 2012) foi um matemático brasileiro radicado nos Estados Unidos.
Obteve o PhD em engenharia em 1987 na Universidade Stanford, orientado por Thomas J.R. Hughes. Trabalhou depois no Laboratório Nacional de Computação Científica. De 1993 a 2011 foi professor de matemática da Universidade do Colorado em Denver. Em 2011–2012 trabalhou na IBM no Brasil.
Conhecido por seu trabalho sobre o método dos elementos finitos estabilizado. Recebeu o Gallagher Young Investigator Award da United States Association for Computational Mechanics (USACM) em 1999. Listado como um ISI Highly Cited Author in Engineering pelo Web of Knowledge.